# Juliette Dillon

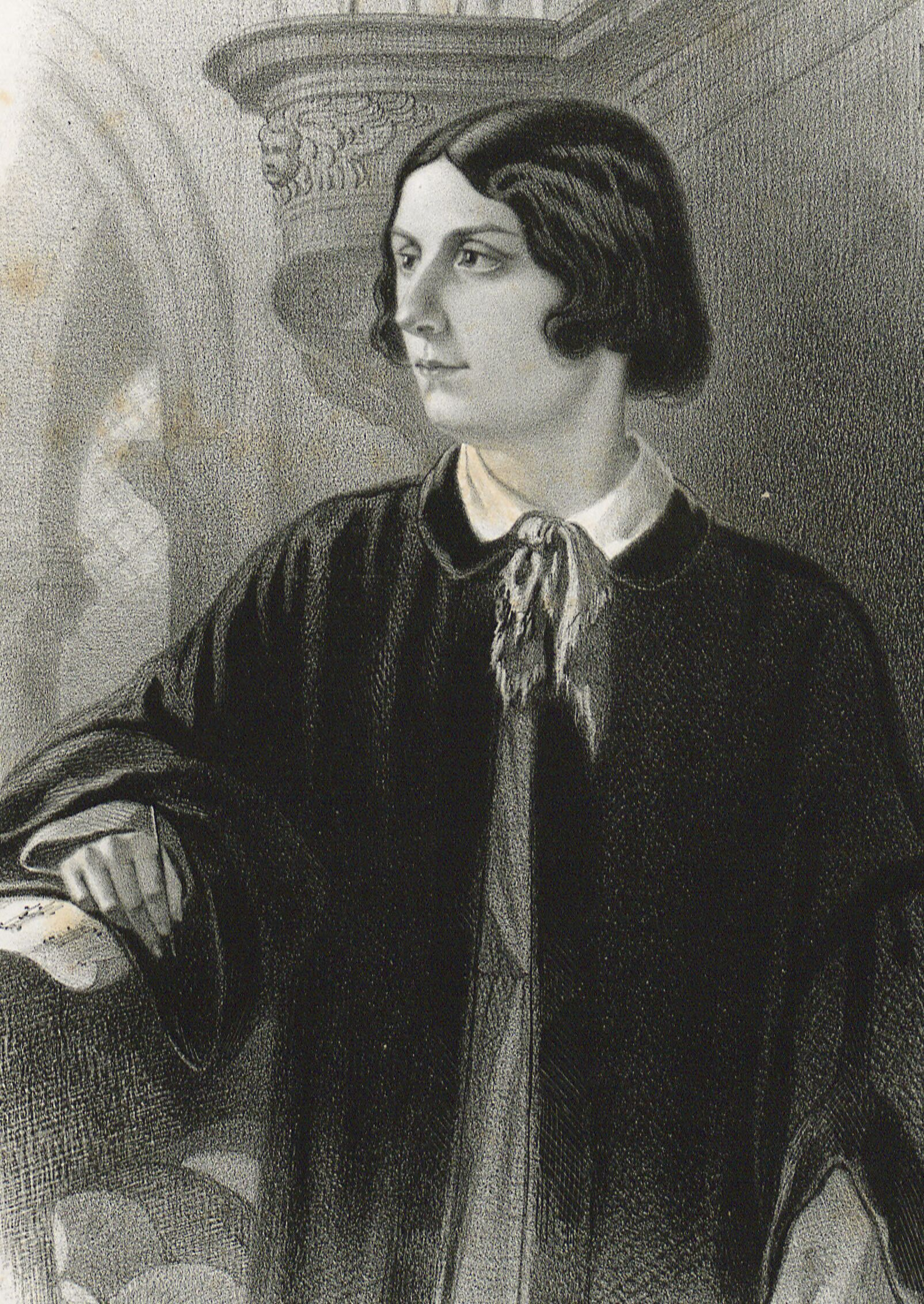
Juliette Dillon nach 1850, Zeichnung Charles Bour

Juliette Dillon (* 23. Dezember 1823 als Agathe-Anaïs-Juliette Godillon in Orléans; † 8. August 1854 in Paris) war eine französische Pianistin, Klavierimprovisatorin, Organistin, Komponistin und Musikschriftstellerin.

## Leben
Juliette Dillon wurde von ihrer Mutter Elisabeth Godillon geb. Fournier, einer in Orléans tätigen Musiklehrerin, unterrichtet. Bereits im Alter von neun Jahren lernte sie Klavier und Musiktheorie, wenig später improvisierte sie bereits auf dem Klavier und erlernte in der Kirche St.-Paterne in Orléans das Orgelspiel. Ihr blinder Lehrer Marius Gueit (1808–1864), Absolvent des Institut des jeunes aveugles in Paris und späterer Organist an St.-Denys-du-St.-Sacrement in Paris, brachte Dillon die Musik von Bach, Balbastre und Couperin nahe, förderte ihre Improvisationsfähigkeit und unterwies sie in liturgischer Aufführungspraxis.
Ihre Mutter brachte 1837 sie im Alter von 14 Jahren nach St.-Germain-en-Laye gebracht, um durch die Nähe zu Paris eine Laufbahn als Konzertpianistin zu fördern. Kurz darauf wurde sie Organistin an der Kathedrale von Saint-Étienne in Meaux. Hier begann sie mit dem Komponieren von Klavierwerken, zum Beispiel eine auf Hoffmanns Erzählungen von Offenbach basierende Fantasie in zehn Teilen, die 1847 mit positiver Resonanz der Kritiker publiziert wurde.
In der Februarrevolution von 1848 führten die Ausschreitungen zur Flucht vieler Künstler, Juliette Godillon blieb aber in Meaux. Am 2. September 1849 fand in der Kathedrale von Meaux in Anwesenheit des Staatspräsidenten Louis Napoléon Bonaparte (später Kaiser Napoleon III.)  die Einweihungsfeier für die Eisenbahnstrecke Paris–Epernay statt. Godillons Orgelspiel zu Ehren des Präsidenten wurde in der Revue et Gazette musicale lobend erwähnt. Louis Napoléon widmete sie ihre Komposition France! marche militaire.
Am 7. Juli 1850 klärte Henri Blanchard, Konzertkritiker der Revue et Gazette Musicale, einen sprachlichen Irrtum auf. Godillon war in früheren Texten als irische Musikerin „G. Dillon“ erwähnt worden. Seitdem fand der Name Dillon für alle Besprechungen und Publikationen Verwendung.
Dillon trat in allen größeren Pariser Konzertsälen auf und erfuhr die breite Bewunderung ihrer Zuhörerschaft, auch durch ihr inszeniertes Auftreten. Bei Bühnenauftritten erschien sie in der dunkelsten Ecke des Raumes in einem langen schwarzen Kleid und schwarzem Blumenschmuck im Haar. Dabei wurde sie vom „maître de maison“ zum Klavier geführt, wo sie die Hände auf die Tastatur legte und zunächst meditativ verharrte, ehe sie zu spielen begann.
Godillon wirkte zudem als Musikkritikerin im wöchentlich publizierten Theater-Feuilleton des Moniteur Parisien. Im November 1852 gründete sie die Zeitschrift L’Avenir Musical mit der Zielsetzung, anspruchsvolle Musik, zu fördern. Godillon verfasste die meisten Rezensionen und Artikel der Zeitschrift selbst. Sie publizierte außer unter ihrem Künstlernamen Juliette Dillon auch unter einer Reihe von Pseudonymen (beispielsweise Richard Sincère, Quelqu’un und Camille Dubreuil). Sie behielt die Leitung des Journals bis Februar 1853 und gründete im selben Jahr die Zeitschrift Le Progrès Musical. Journal des familles, die sie bis zum 16. Mai 1854 herausgab.
Juliette Godillon starb im August 1854 an der Cholera.

## Werke für Klavier
- Contes fantastiques de Hoffmann, Paris o. J.
- Dix contes fantastiques de Hoffmann,  2. Aufl. Paris o. J.

## Publikationen
- Le Moniteur Parisien. Journal politique, littéraire et commercial (Musikkritikerin 1851–1852)
- L’Avenir Musical (Gründerin, Herausgeberin und Autorin 1852–1853)
- Le Progrès Musical. Journal des familles (Gründerin, Herausgeberin und Autorin 1853–1854)